# Mistrzostwa Świata w Wioślarstwie 2015
45. Mistrzostwa Świata w Wioślarstwie odbyły się między 30 sierpnia a 15 września 2015 we francuskim Aiguebelette-le-Lac. Mistrzostwa zostały rozegrane na Jeziorze d’Aiguebelette. Zawody corocznie organizowane są przez Międzynarodową Federację Wioślarską. Miasto po raz drugi było organizatorem mistrzostw świata.

## Medaliści

### Mężczyźni
| Konkurencja | Złoto | Złoto   | Srebro | Srebro  | Brąz | Brąz    |
| Konkurencja | Zawodnik | Czas    | Zawodnik | Czas    | Zawodnik | Czas    |
| M1x         | Ondřej Synek | 6:54,76 | Mahé Drysdale | 6:55,10 | Mindaugas Griškonis | 6:57,64 |
| M2x         | Chorwacja · Martin Sinković · Valent Sinković | 6:03,33 | Litwa · Rolandas Maščinskas · Saulius Ritter | 6:05,31 | Nowa Zelandia · Robbie Manson · Christopher Harris | 6:06,73 |
| M4x         | Niemcy · Philipp Wende · Karl Schulze · Lauritz Schoof · Hans Gruhne                                                                                  | 5:53,22 | Australia · David Crawshay · Karsten Forsterling · Cameron Girdlestone · David Watts                                                                                       | 5:54,75 | Estonia · Andrei Jämsä · Allar Raja · Tõnu Endrekson · Kaspar Taimsoo                                                                                              | 5:56,34 |
| M2–         | Nowa Zelandia · Eric Murray · Hamish Bond | 6:15,83 | Wielka Brytania · James Foad · Matt Langridge | 6:22,35 | Serbia · Miloš Vasić · Nenad Beđik | 6:25,36 |
| M4–         | Włochy · Marco Di Costanzo · Matteo Castaldo · Matteo Lodo · Giuseppe Vicino                                                                          | 5:46,78 | Australia · Will Lockwood · Spencer Turrin · Josh Dunkley-Smith · Alexander Hill                                                                                           | 5:48,74 | Wielka Brytania · Scott Durant · Alan Sinclair · Tom Ransley · Stewart Innes                                                                                       | 5:49,00 |
| M2+         | Wielka Brytania · Nathaniel Reilly-O’Donnell · Matthew Tarrant · Henry Fieldman                                                                       | 6:51,31 | Niemcy · Jakob Schneider · Clemens Ernsting · Jonas Wiesen | 6:57,36 | Serbia · Viktor Pivač · Martin Mačković · Luka Mladenović | 6:59,53 |
| M8+         | Wielka Brytania · Matt Gotrel · Constantine Louloudis · Peter Reed · Paul Bennett · Moe Sbihi · Alex Gregory · George Nash · Will Satch · Phelan Hill | 5:36,18 | Niemcy · Maximilian Munski · Malte Jakschik · Maximilian Reinelt · Eric Johannesen · Anton Braun · Felix Drahotta · Richard Schmidt · Hannes Ocik · Martin Sauer           | 5:36,36 | Holandia · Dirk Uittenbogaard · Boaz Meylink · Kaj Hendriks · Boudewijn Röell · Olivier Siegelaar · Tone Wieten · Mechiel Versluis · Robert Lücken · Peter Wiersum | 5:38,09 |
| LM1x        | Adam Ling | 6:53,80 | Rajko Hrvat | 6:54,59 | Miloš Stanojević | 6:55,88 |
| LM2x        | Francja · Stany Delayre · Jérémie Azou | 6:13,38 | Wielka Brytania · Will Fletcher · Richard Chambers | 6:15,15 | Norwegia · Kristoffer Brun · Are Strandli | 6:15,52 |
| LM4x        | Francja · Maxime Demontfaucon · Damien Piqueras · Pierre Houin · Morgan Maunoir                                                                       | 5:48,50 | Niemcy · Roman Acht · Daniel Lawitzke · Philipp Grebner · Jonathan Rommelmann                                                                                              | 5:48,81 | Dania · Emil Espensen · Andrej Bendtsen · Mathias Larsen · Oscar Petersen                                                                                          | 5:50,41 |
| LM2–        | Wielka Brytania · Joel Cassells · Sam Scrimgeour | 6:29,40 | Francja · Augustin Mouterde · Théophile Onfroy | 6:32,02 | Niemcy · Jonas Kilthau · Matthias Arnold | 6:34,53 |
| LM4–        | Szwajcaria · Lucas Tramèr · Simon Schürch · Simon Niepmann · Mario Gyr                                                                                | 5:55,31 | Dania · Kasper Winther Jørgensen · Jens Vilhelmsen · Jacob Barsøe · Jacob Larsen                                                                                           | 5:57,58 | Francja · Franck Solforosi · Thomas Baroukh · Thibault Colard · Guillaume Raineau                                                                                  | 5:58,22 |
| LM8+        | Niemcy · Tobias Schad · Simon Barr · Torben Neumann · Florian Roller · Tobias Franzmann · Stefan Wallat · Claas Mertens · Can Temel · Felix Heinemann | 5:38,92 | Francja · Gaël Chocheyras · Alexis Guérinot · Clément Duret · Thibault Lecomte · Clément Fonta · Vincent Cavard · Clément Roulet-Dubonnet · Fabrice Moreau · Thibaut Hacot | 5:40,14 | Stany Zjednoczone · Tobin McGee · John Devlin · Christopher Lambert · Peter Schmidt · Phillip Henson · Alex Twist · David Smith · Matthew Lenhart · Jack Carlson   | 5:40,41 |

### Kobiety
| Konkurencja | Złoto | Złoto   | Srebro | Srebro  | Brąz | Brąz    |
| Konkurencja | Zawodniczka | Czas    | Zawodniczka | Czas    | Zawodniczka | Czas    |
| W1x         | Kim Crow | 7:38,92 | Miroslava Knapková | 7:41,88 | Duan Jingli | 7:43,21 |
| W2x         | Nowa Zelandia · Eve MacFarlane · Zoe Stevenson | 6:45,09 | Grecja · Ekaterini Nikolaidu · Sofia Asoumanaki | 6:46,51 | Niemcy · Julia Lier · Mareike Adams | 6:47,19 |
| W4x         | Stany Zjednoczone · Amanda Elmore · Tracy Eisser · Megan Kalmoe · Olivia Coffey                                                                                         | 6:27,07 | Niemcy · Annekatrin Thiele · Carina Bär · Marie-Cathérine Arnold · Lisa Schmidla                                                                          | 6:28,41 | Holandia · Nicole Beukers · Chantal Achterberg · Inge Janssen · Carline Bouw                                                                                            | 6:29,69 |
| W2–         | Wielka Brytania · Helen Glover · Heather Stanning | 6:52,99 | Nowa Zelandia · Grace Prendergast · Kerri Gowler | 6:56,75 | Stany Zjednoczone · Felice Mueller · Elle Logan | 7:00,55 |
| W4–         | Stany Zjednoczone · Kristine O'Brien · Grace Latz · Adrienne Martelli · Grace Luczak                                                                                    | 6:25,22 | Wielka Brytania · Rebecca Chin · Karen Bennett · Lucinda Gooderham · Holly Norton                                                                         | 6:31,52 | Chiny · Yin Dameng · Cheng Wenjing · Yi Liqin · Yu Jing | 6:35,56 |
| W8+         | Stany Zjednoczone · Victoria Opitz · Meghan Musnicki · Amanda Polk · Lauren Schmetterling · Emily Regan · Kerry Simmonds · Tessa Gobbo · Heidi Robbins · Katelin Snyder | 6:05,65 | Nowa Zelandia · Kayla Pratt · Emma Dyke · Ruby Tew · Kelsey Bevan · Grace Prendergast · Kerri Gowler · Genevieve Behrent · Rebecca Scown · Francie Turner | 6:08,52 | Kanada · Lisa Roman · Cristy Nurse · Jennifer Martins · Ashley Brzozowicz · Christine Roper · Susanne Grainger · Natalie Mastracci · Lauren Wilkinson · Lesley Thompson | 6:09,05 |
| LW1x        | Zoe McBride | 7:32,45 | Imogen Walsh | 7:33,99 | Kathleen Bertko | 7:34,58 |
| LW2x        | Nowa Zelandia · Sophie MacKenzie · Julia Edward | 6:53,01 | Wielka Brytania · Katherine Copeland · Charlotte Taylor                                                                                                   | 6:54,22 | Południowa Afryka · Ursula Grobler · Kirsten McCann | 6:55,79 |
| LW4x        | Niemcy · Katrin Thoma · Leonie Pieper · Lena Müller · Anja Noske | 6:25,10 | Wielka Brytania · Brianna Stubbs · Ruth Walczak · Emily Craig · Eleanor Piggott                                                                           | 6:27,07 | Holandia · Anne Marie Schonk · Mirte Kraaijkamp · Elisabeth Woerner · Marie-Anne Frenken                                                                                | 6:28,27 |

### Osoby niepełnosprawne
| Konkurencja | Złoto                                                                                | Złoto   | Srebro | Srebro  | Brąz                                                                                      | Brąz    |
| Konkurencja | Zawodnik                                                                             | Czas    | Zawodnik                                                                                                  | Czas    | Zawodnik                                                                                  | Czas    |
| ASW1x       | Moran Samuel                                                                         | 5:25,92 | Rachel Morris                                                                                             | 5:27,02 | Birgit Skarstein                                                                          | 5:31,94 |
| ASM1x       | Erik Horrie                                                                          | 4:45,55 | Tom Aggar                                                                                                 | 4:51,09 | Igor Bondar                                                                               | 4:51,70 |
| TAMix2x     | Australia · Gavin Bellis · Kathryn Ross                                              | 4:03,51 | Wielka Brytania · Laurence Whiteley · Lauren Rowles                                                       | 4:04,03 | Francja · Perle Bouge · Stephane Tardieu                                                  | 4:06,08 |
| LTAMix4+    | Wielka Brytania · Grace Clough · Daniel Brown · Pam Relph · James Fox · Oliver James | 3:19,56 | Stany Zjednoczone · Jaclyn Smith · Danielle Hansen · Zachary Burns · Richard Vandegrift · Jennifer Sichel | 3:19,82 | Kanada · Victoria Nolan · Veronique Boucher · Curtis Halladay · Andrew Todd · Kristen Kit | 3:27,38 |